# Stadion Çaykur Didi
Stadion Çaykur Didi – stadion piłkarski w Rize, w Turcji. Został wybudowany w latach 2007–2009 i zainaugurowany 12 sierpnia 2009 roku. Swoje spotkania na obiekcie rozgrywają piłkarze klubu Çaykur Rizespor, którzy przed jego otwarciem występowali na Rize Atatürk Stadı. Stadion był także jedną z aren Mistrzostw Świata U-20 2013.